# Paphiopedilum barbatum
Paphiopedilum barbatum es una especie de la familia de las orquídeas.

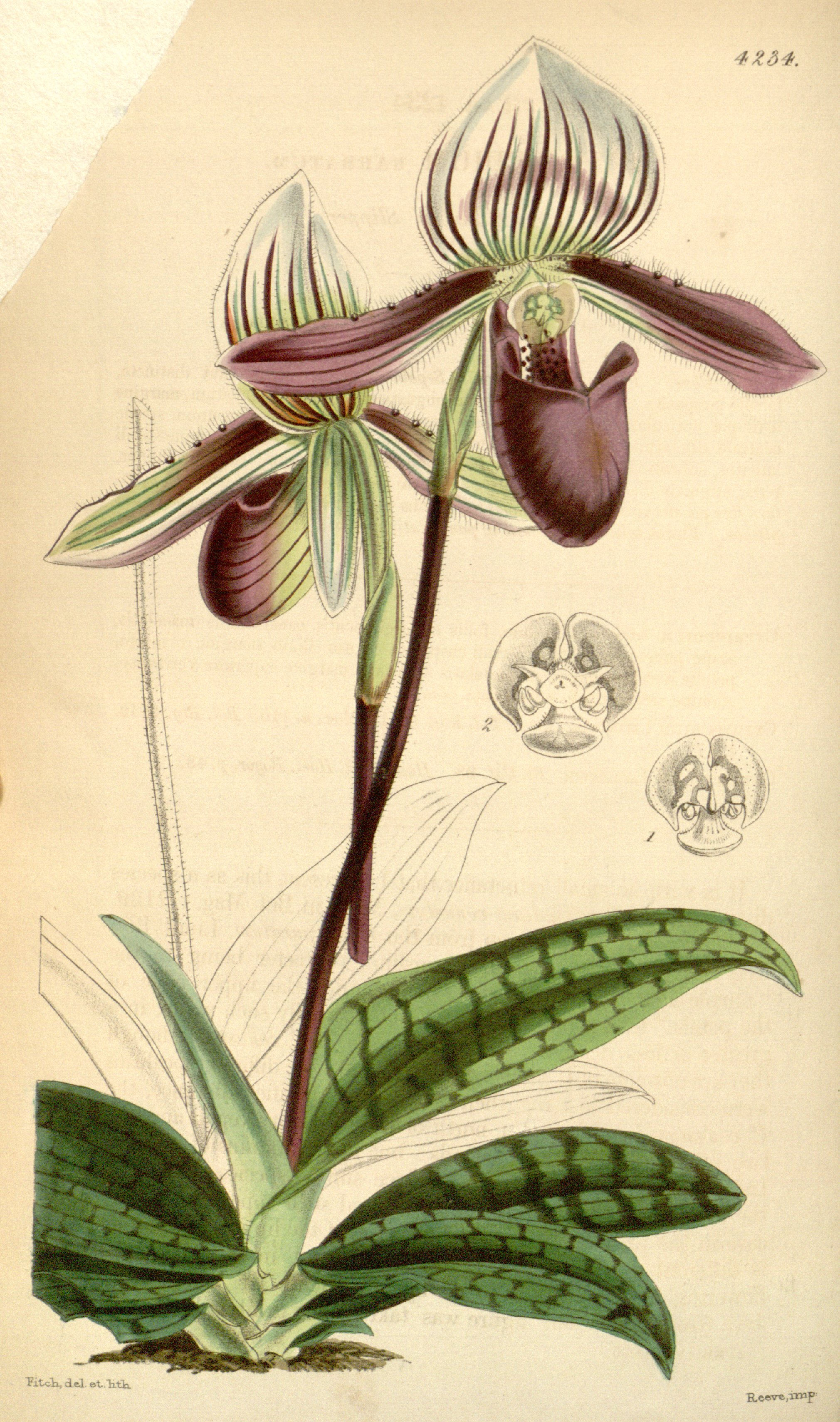
Ilustración de Curtis
(Ser. 3 no. 2) pl. 4234 (1846)

## Descripción
Es una orquídea de tamaño mediano, de hábito terrestre con hojas angostamente elípticas, de textura fina, opacas y moteadas de color verde oscuro. Florece en primavera en una inflorescencia de 25 cm de largo, con una bráctea floral que es 1/4 de la longitud del ovario

## Distribución
Se encuentra en Malasia y Tailandia en los húmedos valles sombríos sobre rocas de granito cubiertas de musgo o en el suelo cubierto de musgo y zonas de arena o turba en elevaciones de 700 a 1300 metros.

## Taxonomía
Paphiopedilum barbatum fue descrita por (Lindl.) Pfitzer y publicado en Jahrbücher für Wissenschaftliche Botanik 19: 159. 1888.
Etimología
Paphiopedilum (Paph.): , nombre genérico que deriva de las palabras griegas: "Paphia": de "Paphos", epíteto de "Venus" y "pedilon" = "sandalia" ó "zapatilla" aludiendo a la forma del labelo como una zapatilla.
barbatum; epíteto latino que significa "barbudo, con barba".
Sinonimia
- Cordula barbata (Lindl.) Rolfe
- Cordula nigrita (Rchb.f.) Rolfe
- Cypripedium barbatum Lindl. basónimo
- Cypripedium crossii C.Morren
- Cypripedium nigritum Rchb.f.
- Cypripedium purpuratum Wight
- Cypripedium warnerianum Rchb.f. ex Wittm.
- Paphiopedilum barbatum var. nigritum (Rchb.f.) Pfitzer
- Paphiopedilum crossii (C.Morren) Braem & Senghas
- Paphiopedilum nigritum (Rchb.f.) Pfitzer[4][5]